# أليكسي بوتشكوف
أليكسي بوتشكوف هو لاعب كرة قدم روسي في مركز الدفاع، ولد في 10 نوفمبر 1982 في سانت بطرسبرغ في روسيا. لعب مع نادي دينامو سانت بطرسبرغ ‏.

## وصلات خارجية
- أليكسي بوتشكوف على موقع قاعدة بيانات كرة القدم.إي يو (الإنجليزية)
- أليكسي بوتشكوف على موقع Soccerway.com (الإنجليزية)